# NEXT FUTURE
『NEXT FUTURE』（ネクスト・フューチャー）は、日本の音楽ユニット・GIRL NEXT DOORが2010年1月20日にavex traxから発売した2枚目のオリジナルアルバムである。

## 内容
前作『GIRL NEXT DOOR』から1年1か月ぶりのオリジナルアルバム。
今作の共同編曲家は、前作を担当していた石塚知生に代わり渡辺徹が務め、一部楽曲で前作同様生のストリングスを取り入れており、今作ではそれに加え生のドラムスも取り入れている。
ジャケットが異なるCD+DVD規格とCD規格の2形態で発売され、CD+DVD規格のDVDには既発シングルの表題曲と今作のリード曲「Jump」のミュージック・ビデオが収録され、初回生産分特典として3社のファッション雑誌であるNuméro TOKYO、ELLE girl、NYLON JAPANとコラボレーションした3冊のブックレット『3 SPECIAL PHOTO BOOKS』が同梱された。また、CD規格には初回生産分特典として『SUPER EUROBEAT presents girl next door EUROBEAT NON-STOP REMIX』と題された前作収録曲をユーロビート調にリミックスしたCDが同梱された。
オリコンチャートデイリー1位、初登場1位を獲得。アルバムとしては初の首位獲得を果たした。

## 収録曲
| #         | タイトル           | 作詞             | 作曲           | 編曲                    | ストリングスアレンジ | 時間  |
| --------- | ------------------ | ---------------- | -------------- | ----------------------- | -------------------- | ----- |
| 1.        | 「Jump」           | 千紗 & Kenn Kato | 鈴木大輔       | GIRL NEXT DOOR & 渡辺徹 |                      | 4:08  |
| 2.        | 「Infinity」       | 千紗 & Kenn Kato | 鈴木大輔       | GIRL NEXT DOOR & 渡辺徹 |                      | 5:48  |
| 3.        | 「Winter Crystal」 | 千紗 & Kenn Kato | 鈴木大輔       | GIRL NEXT DOOR & 渡辺徹 | 村山達哉             | 4:43  |
| 4.        | 「空へ」           | 千紗 & Kenn Kato | 鈴木大輔       | GIRL NEXT DOOR & 渡辺徹 |                      | 3:37  |
| 5.        | 「Tri△ngle」       | 千紗 & Kenn Kato | 鈴木大輔       | GIRL NEXT DOOR & 渡辺徹 |                      | 5:28  |
| 6.        | 「Seeds of dream」 | 千紗 & Kenn Kato | 鈴木大輔       | GIRL NEXT DOOR & 渡辺徹 |                      | 4:46  |
| 7.        | 「Artemis」        |                  | 鈴木大輔       | GIRL NEXT DOOR          | 村山達哉             | 3:50  |
| 8.        | 「Orion」          | 千紗 & Kenn Kato | 鈴木大輔       | GIRL NEXT DOOR & 渡辺徹 | 村山達哉             | 4:02  |
| 9.        | 「無防備な純愛」   | 千紗 & Kenn Kato | 鈴木大輔       | GIRL NEXT DOOR & 渡辺徹 |                      | 4:56  |
| 10.       | 「涼風薫花」       |                  | GIRL NEXT DOOR | GIRL NEXT DOOR          |                      | 0:29  |
| 11.       | 「sa・ku・ra」     | 千紗 & Kenn Kato | 鈴木大輔       | GIRL NEXT DOOR & 渡辺徹 | 村山達哉             | 6:47  |
| 12.       | 「Be your wings」  | 千紗 & Kenn Kato | 鈴木大輔       | GIRL NEXT DOOR & 渡辺徹 |                      | 4:06  |
| 13.       | 「恋の魔法」       | 千紗 & Kenn Kato | 鈴木大輔       | GIRL NEXT DOOR & 渡辺徹 |                      | 4:22  |
| 14.       | 「FRIENDSHIP」     | 千紗 & Kenn Kato | 鈴木大輔       | GIRL NEXT DOOR & 渡辺徹 |                      | 16:40 |
| 合計時間: | 合計時間:          | 合計時間:        | 合計時間:      | 合計時間:               | 合計時間:            | 73:42 |

| 全作詞: 千紗 & Kenn Kato、全作曲: 鈴木大輔。 |                                                              |                  |            |                                                                                |      |
| #                                            | タイトル                                                     | 作詞             | 作曲・編曲 | リミックス                                                                     | 時間 |
| 1.                                           | 「MEGA MIX」                                                 | 千紗 & Kenn Kato | 鈴木大輔   |                                                                                | 2:02 |
| 2.                                           | 「偶然の確率 (Oh My Gold Mix)」                              | 千紗 & Kenn Kato | 鈴木大輔   | デイヴ・ロジャース                                                             | 5:56 |
| 3.                                           | 「Winter Game (Eurogrooves Remix)」                          | 千紗 & Kenn Kato | 鈴木大輔   | ルーカ・デガーニ、セルジョ・ダッローラ                                         | 4:44 |
| 4.                                           | 「ESCAPE (Serendipity SCP Version)」                         | 千紗 & Kenn Kato | 鈴木大輔   | ステーファノ・カスターニャ                                                     | 3:49 |
| 5.                                           | 「幸福の条件 (HRG Remix)」                                   | 千紗 & Kenn Kato | 鈴木大輔   | クラウディオ・アッカティーノ、フェデリーコ・リモンティ、ロベルト・フェスターリ | 5:07 |
| 6.                                           | 「WINTER MIRAGE (Eurogrooves Remix)」                        | 千紗 & Kenn Kato | 鈴木大輔   | ルーカ・デガーニ、セルジョ・ダッローラ                                         | 7:15 |
| 7.                                           | 「Breath (Breathing Mix)」                                   | 千紗 & Kenn Kato | 鈴木大輔   | デイヴ・ロジャース                                                             | 5:44 |
| 8.                                           | 「Winter Garden (GoGo's Remix)」                             | 千紗 & Kenn Kato | 鈴木大輔   | ドミノ、サンドロ・オリーヴァ                                                   | 4:11 |
| 9.                                           | 「情熱の代償 (Diamond Mirror SCP Version)」                  | 千紗 & Kenn Kato | 鈴木大輔   | ステーファノ・カスターニャ                                                     | 4:34 |
| 10.                                          | 「Fine after rain (Cinematic Extraordinaire Delta Version)」 | 千紗 & Kenn Kato | 鈴木大輔   | ローラン・ジェルメッティ                                                       | 3:42 |
| 11.                                          | 「Climber's high (DIMA Remix)」                              | 千紗 & Kenn Kato | 鈴木大輔   | ダーヴィデ・ディ・マルカントーニオ                                             | 4:56 |
| 12.                                          | 「Power of love (Morris Capaldi Versus GND Remix)」          | 千紗 & Kenn Kato | 鈴木大輔   | モリス・キャパルディ、シルヴィオ・モレッティ                                   | 5:55 |
| 13.                                          | 「Drive away (GOGO's Remix)」                                | 千紗 & Kenn Kato | 鈴木大輔   | ドミノ、サンドロ・オリーヴァ                                                   | 4:21 |
| 合計時間:                                    | 合計時間:                                                    | 合計時間:        | 62:16      |                                                                                |      |

### 解説
1. Jump
今作のリード曲。
2. Infinity
5thシングルの表題曲。
3. Winter Crystal
4. 空へ
5. Tri△ngle
6. Seeds of dream
4thシングルの表題曲。
7. Artemis
インストゥルメンタル。
8. Orion
7thシングルの表題曲。
9. 無防備な純愛
10. 涼風薫花
インストゥルメンタル。
11. sa・ku・ra
12. Be your wings
トリプルA面からなる、6thシングルの表題1曲目。
13. 恋の魔法
14. FRIENDSHIP
トリプルA面からなる、6thシングルの表題2曲目。
15. Infinity 〜Ballad ver〜
シークレットトラック。5thシングルの表題曲のバラードバージョン。

## 参加ミュージシャン
GIRL NEXT DOOR
- 千紗：Vocal
- 鈴木大輔：Keyboards
- 井上裕治：Guitar

Support Musician
- 岸田容男：Drums (#9,11)
- クラッシャー木村：Violin (#4)
- 徳永友美ストリングス：Strings (#3,7,11)
- 篠崎正嗣ストリングス：Strings (#8)

## タイアップ
- レコチョク『レコチョク』CMソング (#1)
- エービーシー・マート『Howkins Sport』CMソング (#1)
- 日本テレビ系列情報ワイドショー『スッキリ!!』2010年1月度エンディングテーマ (#1)
- フジテレビ系列火曜9時枠連続ドラマ『アタシんちの男子』主題歌 (#2)
- TBS系列バラエティ番組『笑撃!ワンフレーズ』2010年1,2月度エンディングテーマ (#4)
- 日本テレビ系列バラエティ番組『歌スタ!!』2010年1月度お題歌 (#4)
- 江崎グリコ『アイスの実』CMソング (#6)
- 日本テレビ系列音楽バラエティ番組『音楽戦士 MUSIC FIGHTER』2009年4月度オープニングテーマ (#6)
- 日本テレビ系列バラエティ番組『フットンダ』2010年1月度エンディングテーマ (#6)
- テレビ朝日系列金曜9時枠連続ドラマ『アンタッチャブル〜事件記者・鳴海遼子〜』主題歌 (#8)
- テレビ朝日系列情報バラエティ番組『お願い!ランキング』2010年1月度エンディングテーマ (#8)
- フジテレビ系列バラエティ番組『ウチくる!?』エンディングテーマ (#11)
- ダスキン『ミスタードーナツ』CMソング (#11)
- エイベックス・デジタル『ミュゥモ』CMソング (#11)
- バンダイナムコゲームス製PlayStation Portable専用ゲームソフト『テイルズ オブ バーサス』テーマソング (#12)
- エムティーアイ『music.jp』CMソング (#13)
- フジテレビ系列音楽バラエティ番組『HEY!HEY!HEY! MUSIC CHAMP』2009年8,9月度エンディングテーマ (#14)
- 日本コカ・コーラ『Happy Music キャンペーン』CMソング (#14)